# Lars Weisæth
Lars Weisæth (född 18 april 1941) är en norsk läkare, militär- och krispsykiater, och psykoanalytiker. Han är professor emeritus i psykiatri vid Universitetet i Oslo, före detta forskningsprofessor vid Nasjonalt kunnskapssenter om vold og traumatisk stress, och före detta chef för Norska försvarets byrå för psykiatri. Han arbetar med psykoterapi, psykotraumatologi och militärpsykiatri, och har forskat mycket på överlevande efter olyckor och katastrofer, och på militära veteraners psykiska hälsa. Han har också använts i stor utsträckning som psykiatrisk expertvittne.
Weisæth tilldelades 1995 en Lifetime Achievement Award från International Society for Traumatic Stress Studies.